# Vraie Croix
Pour les articles homonymes, voir Croix (homonymie) et Croix du Christ.
« Sainte Croix » redirige ici. Pour les autres significations, voir Sainte-Croix.
Ne doit pas être confondu avec la Croix du Christ.

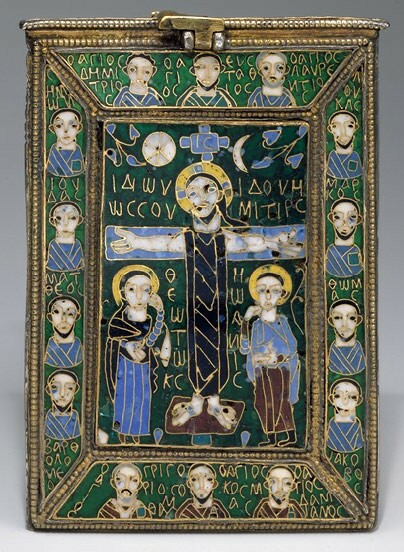
Staurothèque byzantine du début du IXe siècle.

La Vraie Croix, dite également Sainte Croix, serait la croix sur laquelle Jésus-Christ a été crucifié.
Selon une tradition chrétienne qui remonte à la fin du IVe siècle, c'est la mère de l'empereur Constantin Ier, l'impératrice Hélène, qui aurait découvert la Croix de Jésus ainsi que celles du bon larron et du mauvais larron, lors d’un pèlerinage en Judée entrepris en 326. Ce récit central de la légende constantinienne lance le culte de la « Vraie Croix » qui devient dès lors l'une des principales reliques de la Chrétienté, faisant l'objet d'une vénération particulière. Des reliquaires portant le nom de staurothèques sont spécialement fabriqués pour abriter les fragments.
Pour le christianisme, la Croix du Christ est en effet considérée comme l'instrument du salut de l'humanité puisque, selon cette religion, le Christ, par sa mort, a racheté les hommes de leurs péchés, et particulièrement du péché originel. Jusqu'en 1960, deux fêtes marquaient, dans le calendrier liturgique catholique, l'importance de cette relique : le Recouvrement de la Croix (le 7 mai), supprimé en 1960, et l'Exaltation de la Sainte-Croix (le 14 septembre).

## Les données textuelles

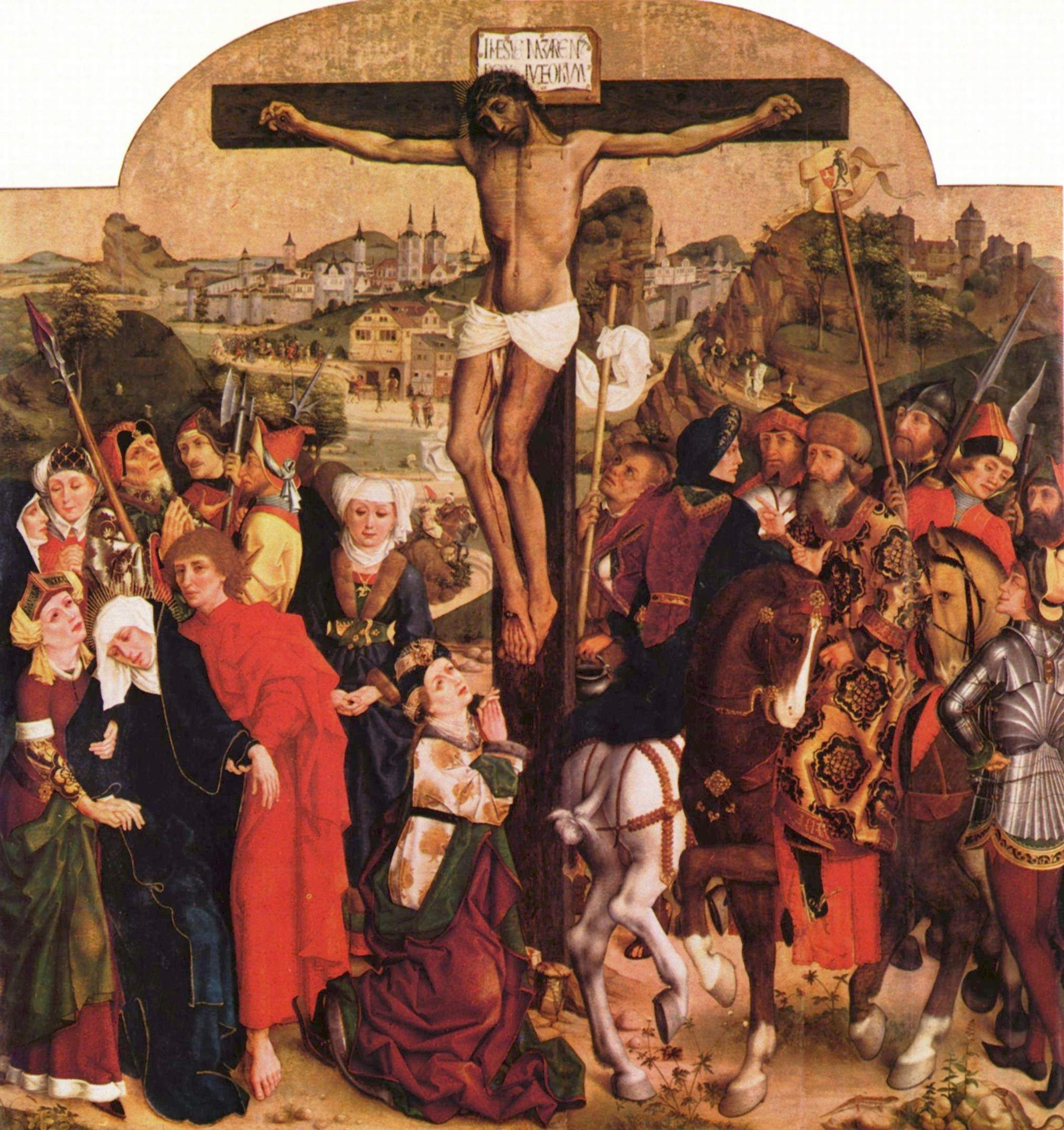
Peinture d'Hans Pleydenwurff (1470), une représentation de la croix en forme de T avec le titulus lui donnant l'aspect d'une croix latine.

Les Évangiles sont les seuls documents canoniques permettant de connaître les circonstances de la mort de Jésus de Nazareth. Selon ce que rapporte l'Évangile de Marc, rédigé en grec, Jésus est mort juste en dehors des murailles de Jérusalem, en un lieu appelé Golgotha. Là, il a été cloué sur un stauros (« croix » en grec) et pendu à un xylon (« bois » en grec) entre deux malfaiteurs que la tradition populaire chrétienne désigne sous le nom de bon et mauvais larrons. Toujours selon ce texte, une inscription portant le motif de sa condamnation accompagnait son supplice.
Selon l'archéologie et les textes antiques, les techniques de crucifiement ont varié selon les époques et les régions. L'une d'elles consiste à clouer ou ligoter le condamné à une traverse de bois (stauros en grec, patibulum en latin). Puis cette traverse était fichée dans un pieu vertical (en grec xylon, c'est-à-dire « bois » ; en latin crux ou furca) moins élevé qu'on ne l'imagine en général, les pieds du supplicié touchant presque le sol. Le tout formait ce que les Romains appelaient une crux (terme à l'origine du français « croix »). Le condamné mourait par asphyxie, après plusieurs heures de terribles souffrances. Particulièrement douloureux et humiliant, ce genre de mort était, dans le monde romain, réservé aux esclaves et aux non-citoyens.
À partir du IVe siècle, l'Empire romain étant devenu chrétien, ce supplice fut abandonné, car il ne convenait plus à un État se réclamant officiellement d'un homme qui avait été exécuté de cette manière. On oublia donc les circonstances réelles de la mort du Christ, et l'image de la « croix » se modifia pour devenir cet objet à quatre directions couramment représenté dans les « croix » et les « crucifix » des églises chrétiennes. En outre, la traduction latine de la Bible (la Vulgate) ayant été faite après la disparition de ce supplice, cette traduction ne comprend plus les termes employés par le texte grec et traduit stauros par crux, et xylon par lignum (qui signifie « bois »). D'où l'image courante représentant Jésus en train de porter sa croix ; en réalité, le condamné ne portait la plupart du temps que le patibulum.
Il existe une interprétation[réf. nécessaire] selon laquelle le titulus serait à l'origine de l'erreur de représentation de la croix du Christ. Ce support cloué au sommet du patibulum lui aurait donné un peu la forme caractéristique de la croix latine.
Ponce Pilate aurait fait mettre sur le titulus de la Vraie Croix le texte suivant, rédigé en latin, en hébreu et en grec :

« Jésus le Nazaréen, roi des Juifs. »

Les grands prêtres auraient demandé au procurateur de rajouter : « Cet homme a dit… : Je suis le roi des Juifs », mais Pilate aurait répondu : « Ce que j'ai écrit est écrit ». Par la suite, les représentations chrétiennes se sont limitées aux initiales du texte latin (Iesus Nazarenus Rex Iudæorum), soit INRI.
Dans l'Invention de la croix par Protonikè (BH0 211), conservée dans deux versions en syriaque qui datent au plus tôt des IVe – Ve siècle, il est rapporté que la croix de Jésus a été confiée d'abord à Jacques le frère du Seigneur et ensuite à Siméon, fils de Clopas, devenu évêque de Jérusalem vers 73 et martyrisé sous Trajan. Elle a été ravie à ce dernier par Nicétas et enterrée à vingt coudées de profondeur où elle est restée pendant toute la durée du mandat des treize autres évêques nazôréens de Jérusalem, pour n'être retrouvée que par Judas le quinzième de ces évêques. La deuxième version raconte à peu près le même scénario avec des variantes, mais précise explicitement que celui qui retrouve la croix est Judas le Cyriaque. Protonikè recherche la croix de Jésus à l'époque où Jacques le Juste est « évêque » de Jérusalem. Elle est donnée comme étant la femme du « général Claudius », adjoint de l'empereur. Il s'agit d'un parallèle assez clair effectué entre cette Protonikè et Hélène, la mère de Constantin Ier, réputée avoir mené une grande activité pour retrouver la croix de Jésus à Jérusalem.

## Légendes sur l'origine du bois de la Croix

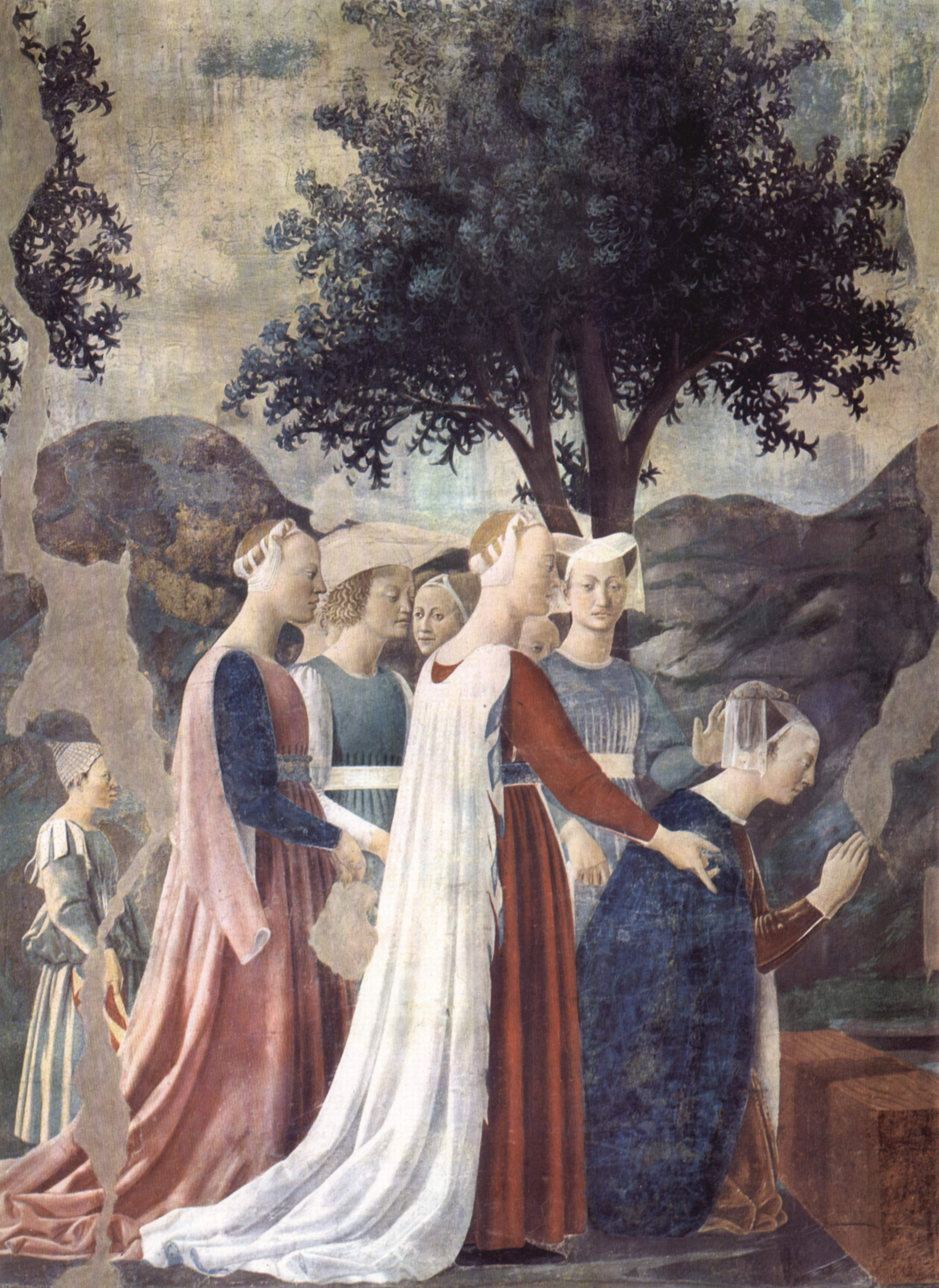
La reine de Saba vénère le bois de la Vraie Croix.
Légende de la Vraie Croix (Piero della Francesca), église San Francesco, Arezzo.

De nombreuses légendes ont été diffusées sur l'origine du bois de la Croix.
- Selon une première tradition, elle aurait été faite de quatre bois différents[7], car il faut compter le montant transversal (le patibulum), le vertical (le stipes), la tablette portant l'inscription (le titulus), et la traverse pour les pieds du Christ (le suppedaneum) : bois d'olivier (symbole de la réconciliation), de cèdre (symbole de l'immortalité et de l'incorruptibilité), de cyprès et de palmier.
- Une autre tradition médiévale, remontant à l'Évangile apocryphe de Nicodème, est reprise au XIIIe siècle dans la Légende Dorée du dominicain Jacques de Voragine. La Croix du rédempteur fut taillée dans le bois de l'arbre ayant poussé sur la tombe d'Adam, traditionnellement localisée à Jérusalem, sur l'emplacement même de la crucifixion. Or cet arbre n'est autre que celui qui a poussé à partir d'une graine de l'Arbre de la Vie, semée dans la bouche d'Adam après sa mort par son fils Seth. C'est l'archange Michel qui l'a apportée à Seth depuis le paradis terrestre afin de permettre à terme le rachat du péché originel. En effet, le Christ est également désigné par saint Paul comme le « nouvel Adam » qui rachète le péché introduit dans le monde par le premier homme.

L'arbre ayant poussé sur le tombeau d'Adam est alors abattu sur ordre du roi Salomon pour servir de bois d'œuvre. Destiné d'abord à la construction du Temple, il est finalement affecté à celle d'un pont, celui de Siloé. La reine de Saba, rendant visite à Salomon, s'agenouille devant cette poutre de bois, avec la prémonition qu'elle servira à fabriquer la croix de la passion de Jésus.
- Selon une autre version, la reine aurait écrit à Salomon pour lui dire qu'à ce bois serait un jour attaché l'homme dont la mort mettrait fin au royaume des Juifs. Touché par cette prémonition, Salomon ordonne alors aux ouvriers de retirer le bois sacré du pont sur le Siloé et de l'enfouir profondément sous terre. Et, à l'endroit où l'arbre était enfoui, se forma plus tard la piscine probatique : si bien que l'eau guérissait les malades. Cette version est illustrée par exemple par les fresques de Piero della Francesca à Arezzo.

Il fallait encore rendre compte de la disparition du bois de la croix après la mort du Christ. Selon les versions les plus courantes, les trois croix (celle du Christ et celles des deux larrons) auraient été jetées dans un fossé, près des remparts de Jérusalem à quelques mètres du Golgotha. La Légende dorée de Voragine et sa représentation picturale de la Légende de la Vraie Croix de Piero della Francesca en relate les pérégrinations et sa redécouverte par l'impératrice Hélène (mère de Constantin), les preuves de sa véracité.
- Une version gaélique nous révèle que la croix a été faite dans du peuplier tremble. Le tremble est tellement traumatisé par cela qu'il tremble de toutes ses feuilles d'horreur[8].

## Histoire des reliques de la Vraie Croix

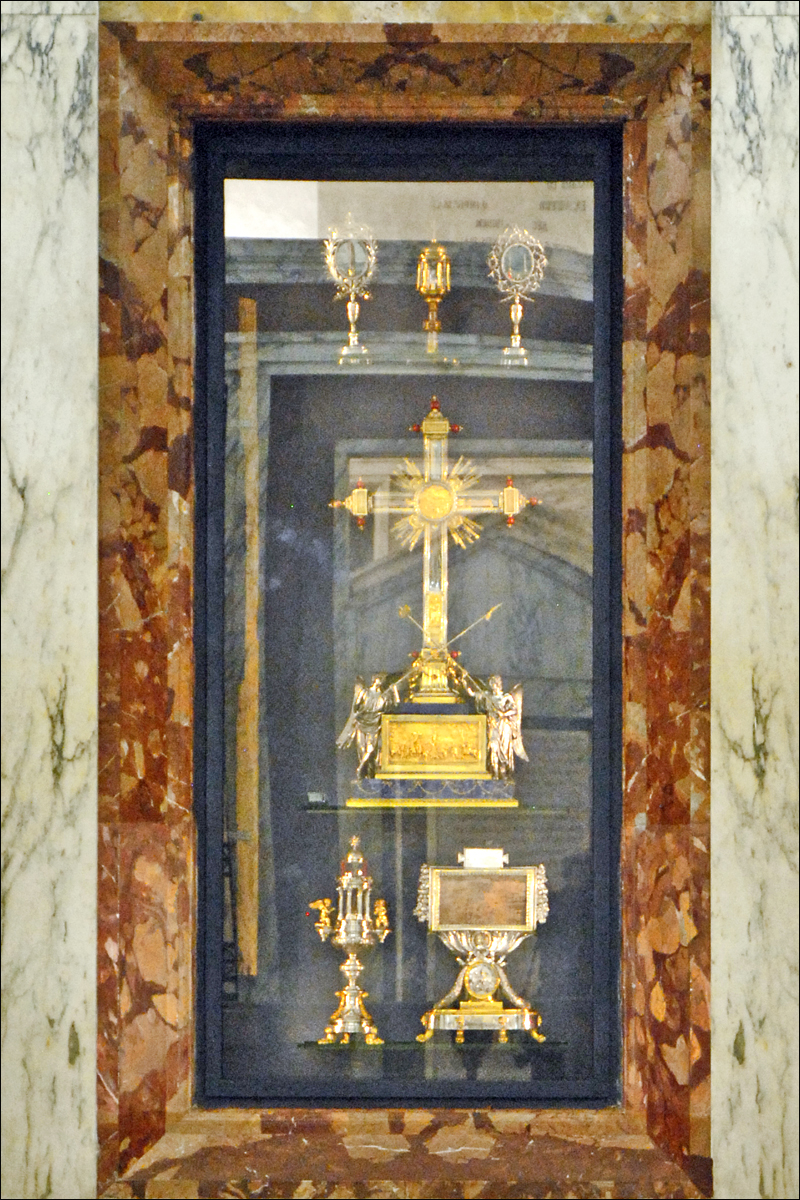
Dans la chapelle des reliquaires de la basilique Sainte-Croix-de-Jérusalem (la it), le reliquaire central contiendrait un fragment de la Vraie Croix.

Le nom de « Vraie Croix » a plus particulièrement été donné à un ensemble de reliques remontant à la croix découverte par sainte Hélène au début du IVe siècle. Découpé en plusieurs fragments et dispersé entre plusieurs sanctuaires chrétiens, en particulier Jérusalem et Constantinople, le bois de la Vraie Croix représente au Moyen Âge une relique très répandue grâce au commerce des reliques, essentiellement royal. À partir du XIIIe siècle, nombreux sont les sanctuaires qui prétendent en posséder des fragments.
L'invention de la Vraie Croix est probablement une légende créée à partir des années 350 : le récit de l'Anonyme de Bordeaux qui raconte un pèlerinage à Jérusalem en l'an 333 ne la mentionnant pas.

### AuIVesiècle: sainte Hélène et l'Invention de la Croix

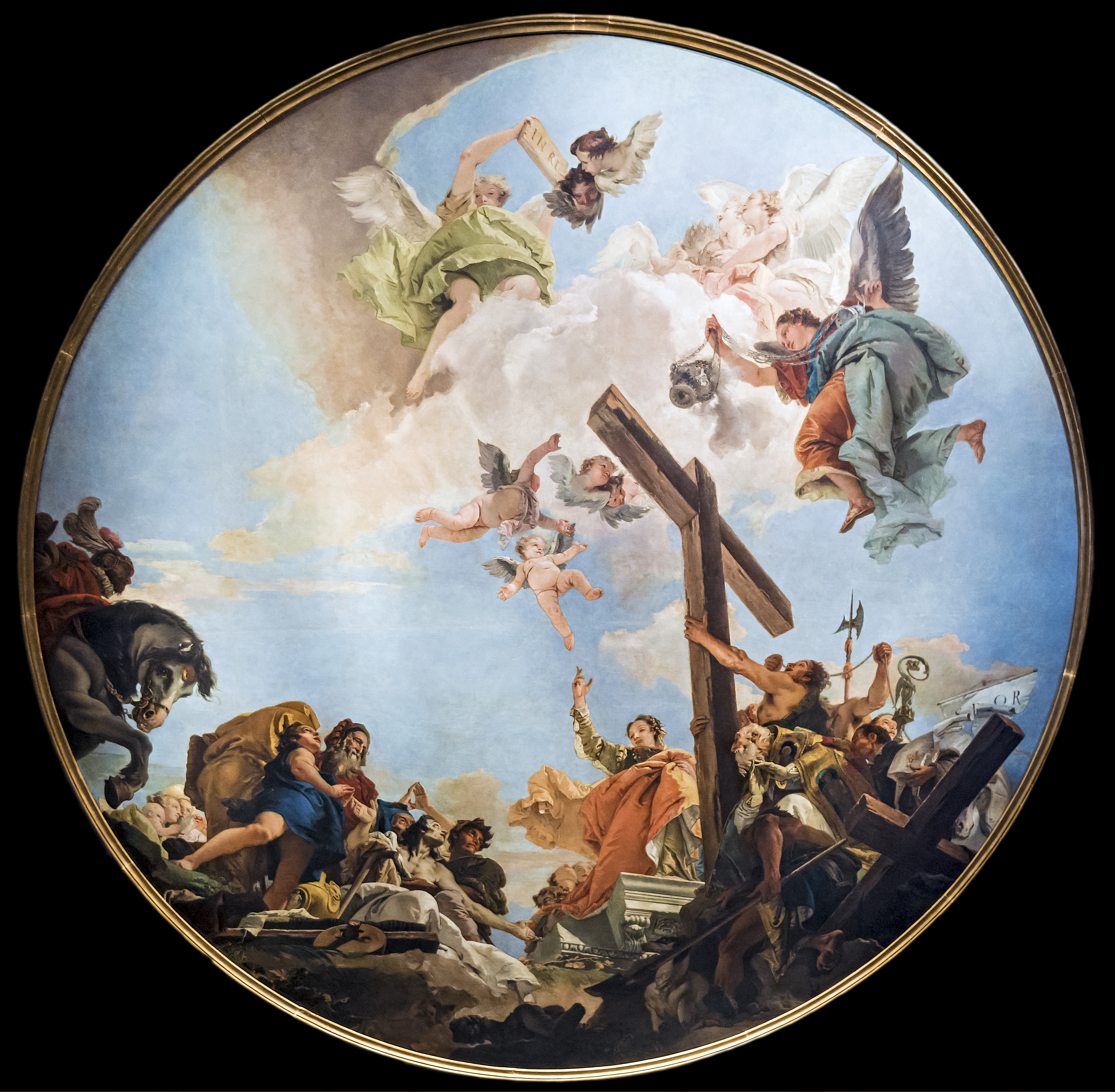
L'exaltation de la Vraie Croix, Giambattista Tiepolo 1740-45. Accademia, Venise.

Au IVe siècle, l'Empire romain devient peu à peu chrétien sous le règne de l'empereur Constantin Ier, le Grand. Ce dernier, converti au christianisme en 337 et baptisé dans l'arianisme sur son lit de mort, fait construire de nombreuses basiliques dans l'ensemble de l'Empire, en particulier sur les lieux ayant abrité la vie du Christ. L'une de ces basiliques, le Saint-Sépulcre à Jérusalem, est érigée sur l'emplacement présumé du tombeau du Christ et du Golgotha. Rapidement, cette basilique prétend posséder une relique particulièrement prestigieuse : la Vraie Croix.
Selon des récits légendaires qui apparaissent à partir des années 350, soit une dizaine d'années après la mort de Constantin, le bois de la croix aurait été découvert sur le lieu du calvaire, après que l'on fit détruire le temple de Vénus bâti par Hadrien, afin d'y ériger la basilique du Saint-Sépulcre. D'après l'emplacement des reliques dans l'église du Saint-Sépulcre actuelle (chapelle de l’invention de la Croix), cette inventio aurait eu lieu à 24 mètres de la tombe supposée du Christ, le martyrium de la basilique de Constantin étant érigé au-dessus de cette découverte. C'est au cours du chantier que trois croix auraient été trouvées. Un miracle (ou d'après une autre légende, le titulus qui était resté attaché au bois), aurait permis de distinguer la croix du Christ de celles des deux larrons. Ces récits légendaires d'invention ont pu être écrits comme une réponse aux questions des pèlerins qui s'interrogeaient sur l'origine de la présence de ces reliques à Jérusalem mais peuvent s'interpréter aussi comme une concurrence entre les diocèses de Césarée et de Jérusalem qui revendiquent la primauté de l'Église dans la province palestinienne. La découverte et la détention de reliques, même fausses, à Jérusalem, légitime alors la primauté de cette dernière.
Eusèbe, dans son texte d'apologétique chrétienne, ne parle pas d'Hélène mais des traditions ultérieures ajoutent à son récit cette précision : Gélase de Césarée dans son Histoire ecclésiastique rédigée vers 390, attribue à Hélène le rôle principal dans l'invention de la Croix : en 395, l'évêque de Milan saint Ambroise précise qu'Hélène aurait retrouvé les trois croix dans une ancienne citerne, et qu'elle aurait reconnu celle du Christ grâce à son inscription : « Jésus de Nazareth, roi des Juifs. » Une version identique est rapportée par saint Jean Chrysostome à la même époque.
La légende prend alors de l'ampleur. L'historien Sozomène (début du Ve siècle) et d’autres auteurs comme Cyrille de Jérusalem ou Théodoret de Cyr précisent que les reliques sont partagées entre plusieurs églises du monde chrétien, tout particulièrement le monastère de Stavrovouni (en) à Chypre (avec la relique de la croix la plus grande), Rome et Constantinople. En effet, d'autres églises que celle du Saint-Sépulcre commencent à revendiquer la possession de fragments de la relique. On explique ainsi que la sainte impératrice aurait installé un fragment du bois de la Croix dans le palais construit par son fils Constantin dans sa nouvelle capitale, Constantinople ; elle aurait par la même occasion retrouvé les clous par lesquels le Christ avait été crucifié, autre relique revendiquée par la capitale impériale. De même, en partance pour Rome, la mère de Constantin aurait emporté avec elle d’importants morceaux du bois sacré et d'autres reliques ayant trait à la Passion du Christ. Elle aurait placé les reliques dans son palais, appelé « palais Sessorien », transformé après sa mort en basilique Sainte-Croix-de-Jérusalem.

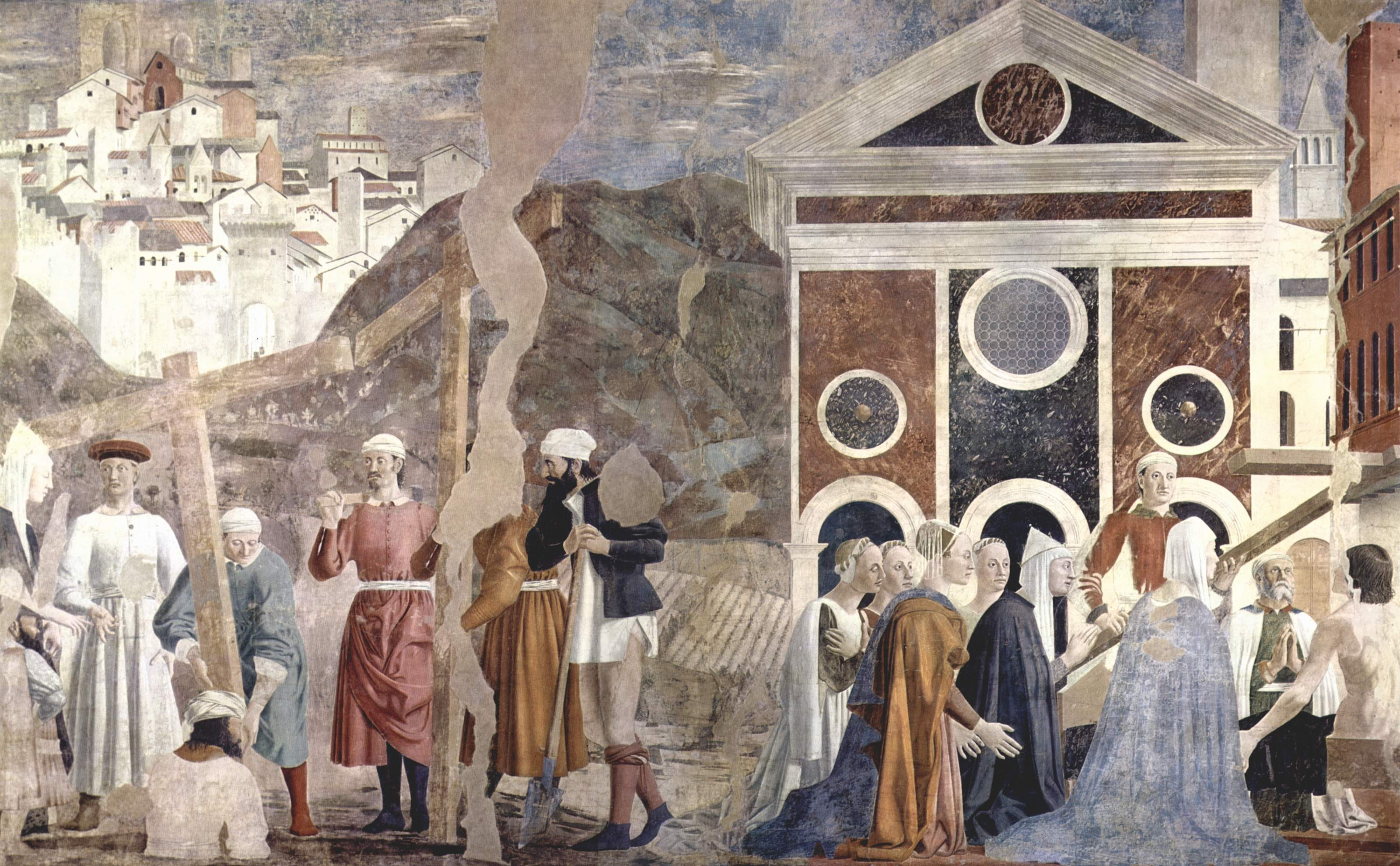
La découverte des trois croix. Un jeune homme blessé est guéri par la Vraie Croix.
Fresque de la basilique San Francesco, Arezzo, Piero della Francesca XVe siècle.

Au début du Ve siècle, Rufin d'Aquilée rapporte les circonstances de la découverte dans un récit considéré comme classique, et qui représente en quelque sorte l'aboutissement de l'élaboration de la légende :

« Hélène vint à Jérusalem, inspirée par Dieu. Un signe céleste lui indiqua le lieu qu’elle devait creuser. Elle en retira trois croix, celle du Christ et celles des deux larrons. Hélène demeura perplexe car comment reconnaître parmi elles le bois sur lequel Jésus avait subi sa douloureuse agonie ? Macaire, l’évêque de Jérusalem, qui assistait l’impératrice dans ses recherches, demanda qu’on amenât sur une civière une femme mourante. Au contact de la première croix, la moribonde demeura insensible : la seconde croix elle aussi, ne produisit aucun effet, mais à peine la femme eut-elle touché la troisième qu’aussitôt elle se leva et se mit à marcher avec entrain et à louer Dieu. Ce miracle permit ainsi de distinguer la vraie croix. Hélène fit trois parts de cette croix, l’une destinée à Jérusalem, la seconde à Constantinople, la troisième à Rome. »

— Rufin d'Aquilée
Rapportant un développement ultérieur de la légende, la Légende dorée de Jacques de Voragine, fait allusion à la révélation de l'emplacement de la croix. L'impératrice Hélène assemble les vieillards pour s'informer du lieu où elle est enfouie. Ces derniers désignent un juif nommé Judas seul dépositaire du secret. Interrogé, il fait l'ignorant, si bien qu'Hélène le fait jeter dans une citerne sèche. Au bout de six jours de jeûne, il demande grâce et révèle l'emplacement. À la suite de cette découverte, il se serait converti au christianisme, aurait pris comme nom de baptême Quiriace (Cyriaque de Jérusalem ou Judas Cyriaque), serait devenu évêque de Jérusalem et serait mort martyr sous l'empereur Julien (361-363). Des historiens païens ont écrit qu'Hélène avait fait torturer ce juif pour qu'il révèle l'emplacement de la croix.
L'importance de la découverte de la relique, dont la date supposée serait le 3 mai 326 (qui correspond fort opportunément un an après le premier concile de Nicée à l'issue duquel l'empereur Constantin demande à l'évêque Macaire de Jérusalem de rechercher le tombeau du Christ), donna naissance à la fête du Recouvrement de la Sainte Croix ou de l’Invention de la Sainte Croix (Inventio Crucis).
Le calendrier du rite de l'Église de Jérusalem, attesté dès le début du Ve siècle, ne signale pas explicitement l'invention de la Croix, mais l'Exaltation de la Croix le 14 septembre, en partie empruntée à la liturgie du Vendredi saint, suppose sans aucun doute l'existence du Vrai Bois de la Croix. A noter une autre fête de la Croix: le 7 mai, pour une apparition lumineuse de la Croix dans le ciel de Jérusalem, en 351, selon un récit fait par Cyrille de Jérusalem dans une lettre à l'empereur Constance.

### AuVIIesiècle: Héraclius, l'Exaltation de la Croix et la semaine de la tyrophagie
Dans les siècles suivant la diffusion des récits concernant l'Invention de la Croix, le culte se développe dans plusieurs points du bassin méditerranéen, en particulier à Jérusalem et à Constantinople.
La Palestine reste relativement paisible jusqu'au VIIe siècle. Mais en 614, Jérusalem, centre de pèlerinage chrétien, tombe aux mains des Perses (l'empereur Chosroès II), en guerre alors contre l'Empire romain d'Orient (ou Empire byzantin). Les Perses emportent avec eux, dans leur butin, la Vraie Croix ainsi que plusieurs autres reliques. Ils conservent les reliques car elles représentent une véritable « monnaie d'échange » en cas de négociations avec Byzance.
Quelques années plus tard, l'empereur byzantin Héraclius Ier, vainqueur des Perses à Ninive en 627, force le successeur de Chosroès II (sa fille l'impératrice Bûrândûkht) à signer un traité de paix, et obtient la restitution de la Croix. Il rapporte alors la relique à Jérusalem en 628 (en partie seulement, car un des bras serait resté à Constantinople), la porte solennellement au Calvaire et restaure l'église du Saint-Sépulcre. Cette cérémonie est célébrée dans la liturgie catholique et orthodoxe le 14 septembre, sous le nom « d'Exaltation de la Sainte Croix ».
Le retour de la Croix à Jérusalem, en 630, a donné lieu à des pogroms antijuifs, qui est la raison de l'institution d'un jeûne expiatoire, qui deviendra la Semaine de la tyrophagie, la huitième semaine avant Pâques. Diverses sources font allusion à ce jeûne expiatoire, notamment le Triodion, ainsi que l'historien arabo-melkite Eutychès d'Alexandrie.

### La Croix à Constantinople et à Jérusalem
Quelques années seulement après la réinstallation triomphale de la Croix à Jérusalem commence la conquête arabe, qui fait passer Jérusalem sous domination musulmane. L'Empire romain d'Orient perd la Palestine en 638. Le culte de la sainte Croix continue à Jérusalem, mais il s’intensifie surtout dans les territoires restés chrétiens, et tout particulièrement à Constantinople.
Cette même année, deux autres reliques de la Passion, la Sainte Éponge et la Sainte Lance sont récupérées par le patrice Nicétas, qui les envoie à Constantinople, la capitale de l’Empire, où elles sont solennellement montrées au peuple rassemblé dans la basilique Sainte-Sophie le jour de la fête de l’Exaltation de la Croix. C’est là un épisode de cette longue « migration des reliques de la vie de Jésus », de Jérusalem vers Constantinople et au-delà. La capitale byzantine, au même titre qu'elle était devenue la « nouvelle Rome » depuis Constantin, prenait désormais l’aspect d’une « nouvelle Jérusalem ». L'église de la « Vierge du Phare », située au cœur du palais impérial, abrite ainsi de nombreuses reliques de la Passion : la Sainte Lance ayant percé le flanc du Christ, les clous ayant servi à l’attacher à la Croix, la couronne d’épines ou encore l’éponge utilisée pour abreuver Jésus de posca.
À Jérusalem, le culte de la Sainte Croix continue d'abord sans grandes difficultés, même si les pèlerins sont nécessairement moins nombreux. Les musulmans accordent en effet aux chrétiens de la ville la possibilité de conserver leurs sanctuaires et de pratiquer leur culte jusqu'au Xe siècle où des difficultés surgissent. Face aux persécutions du calife fatimide al-Hâkim, les chrétiens de Jérusalem doivent, en 1009, cacher le fragment de la sainte Croix conservée jusque-là au Saint-Sépulcre. Elle serait restée dissimulée pendant quatre-vingt dix ans.

### La Vraie Croix à l'épreuve des croisades

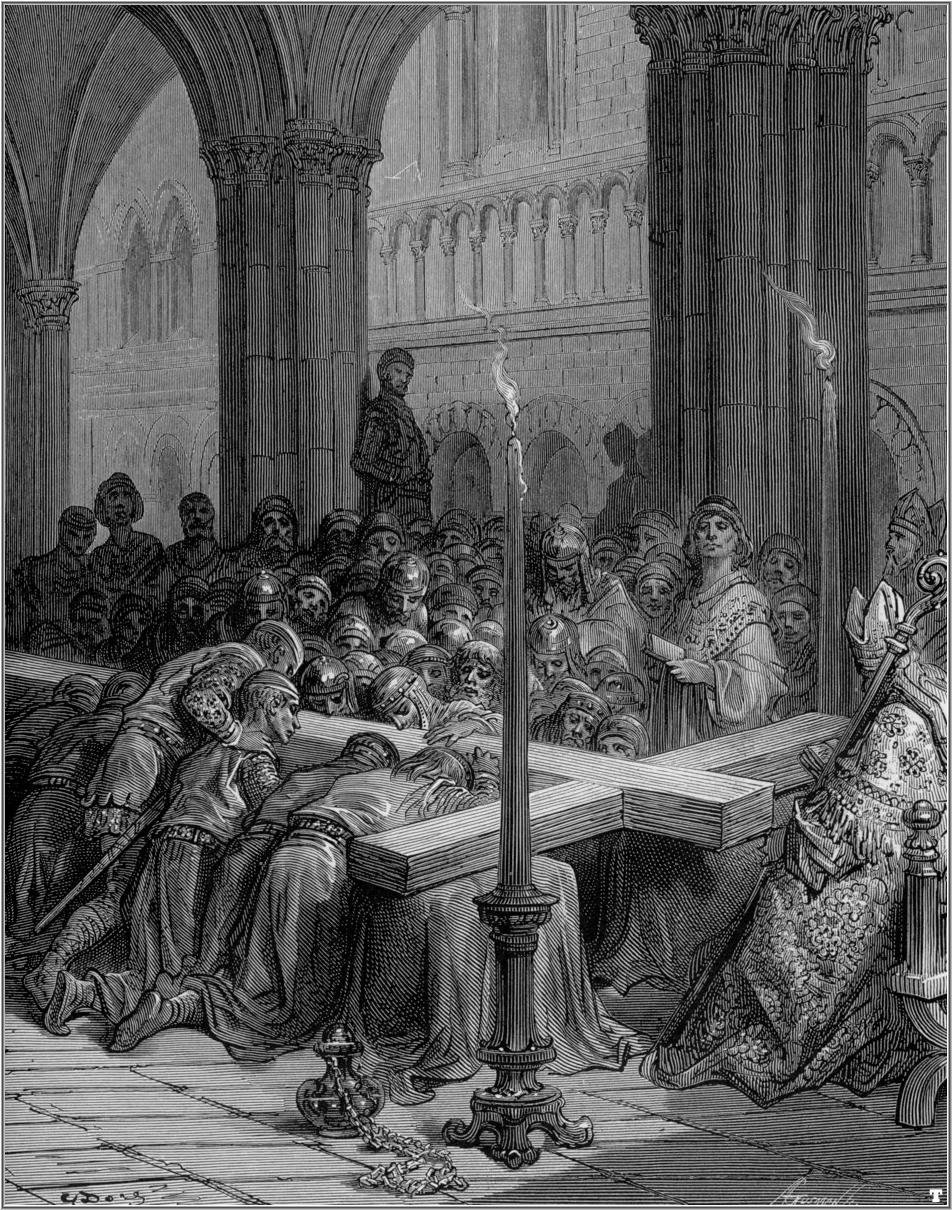
La redécouverte de la Croix, d'après Gustave Doré.

En 1099 les croisés de Godefroy de Bouillon prennent Jérusalem et établissent les royaumes croisés de Terre sainte. Le fragment de la Vraie Croix caché en 1009 est miraculeusement redécouvert et réinstallé avec honneur dans la basilique du Saint-Sépulcre. Les pèlerins viennent en masse se prosterner devant elle. Elle devient alors le symbole du royaume croisé de Jérusalem : les croisés l'emmènent en effet au-devant de l’ennemi à chaque bataille.
En 1187, Saladin remporte sur les croisés la bataille de Hattin. Il met alors la main sur la Sainte Croix, que le roi Guy de Lusignan avait emportée avec lui au combat. Jérusalem tombe peu après aux mains de Saladin. À la nouvelle du désastre, le pape Urbain III serait mort sur le coup. Ce fragment de la Vraie Croix disparaît alors : l’histoire en perd désormais la trace, et il n’a jamais été retrouvé.
En 1203, une nouvelle croisade (la quatrième) est prêchée par le pape Innocent III dans le but de reprendre Jérusalem. Elle est cependant détournée vers Constantinople : la ville est prise d’assaut le 12 avril 1204 et mise à sac durant trois jours. Les reliques de la chapelle palatine du Phare, dont le fragment de la Croix conservé à Constantinople, sont attribuées en partage à l’empereur Baudouin VI de Hainaut, placé par les croisés à la tête du nouvel empire qu’ils fondent alors, l’« Empire latin de Constantinople ».

### De Constantinople à Paris
Mais cet empire est fragile et artificiel, menacé de toutes parts, toujours au bord de la faillite : cela oblige les empereurs latins à se résoudre à mettre en gage auprès des Vénitiens, puis à leur céder, les derniers trésors qui leur restent, notamment les reliques de la chapelle impériale du Phare. Si la Sainte Croix, comme les autres reliques christiques, témoignait de la ferveur religieuse des rois, elle servait surtout à assurer la dévotion religieuse des peuples et assurer un grand prestige aux États détenteurs de reliques.
En atteste l'intérêt de Saint Louis pour ces dernières. En 1238, il rachète aux Vénitiens une partie des reliques gagées par l'empereur latin de Constantinople, dont la couronne d'épines. Le 30 septembre 1241, la Vraie Croix et sept autres reliques du Christ, notamment le « Saint Sang » et la « Pierre du Sépulcre » sont acquises. Enfin, en 1242, neuf autres reliques, dont la « Sainte Lance » et la « Sainte Éponge » venaient rejoindre les précédentes.
Pour accueillir l'ensemble des reliques, dont le fragment de la Croix, le roi fait construire et consacrer en 1248 la « Sainte-Chapelle», un lieu sacré au centre de Paris, dans l'île de la Cité, au cœur du palais royal (l'actuel Palais de Justice). À la Sainte-Chapelle, à l’intérieur de la chapelle haute, la Sainte Croix et les autres reliques venues de Constantinople sont enfermées jusqu’à la Révolution dans une « Grande Châsse » monumentale d’orfèvrerie, haute de plus de trois mètres. La Croix à double traverse, haute de près d’un mètre à elle seule, avait été retirée de son écrin byzantin. Afin qu'elle pût être visible de tous, elle avait été entièrement revêtue de cristal, recouverte à l’intérieur de dorures et sertie de perles et de pierres précieuses.
La Révolution marque la disparition de cette relique. En effet, le 25 avril 1794, la Vraie Croix est dépouillée des matières précieuses qui l’ornaient et sa trace se perd. Néanmoins il reste des reliques du bois de la Croix et un clou de celle-ci dans le Trésor de la sacristie de la cathédrale Notre-Dame de Paris.

### Autres sanctuaires possédant des reliques de la Croix

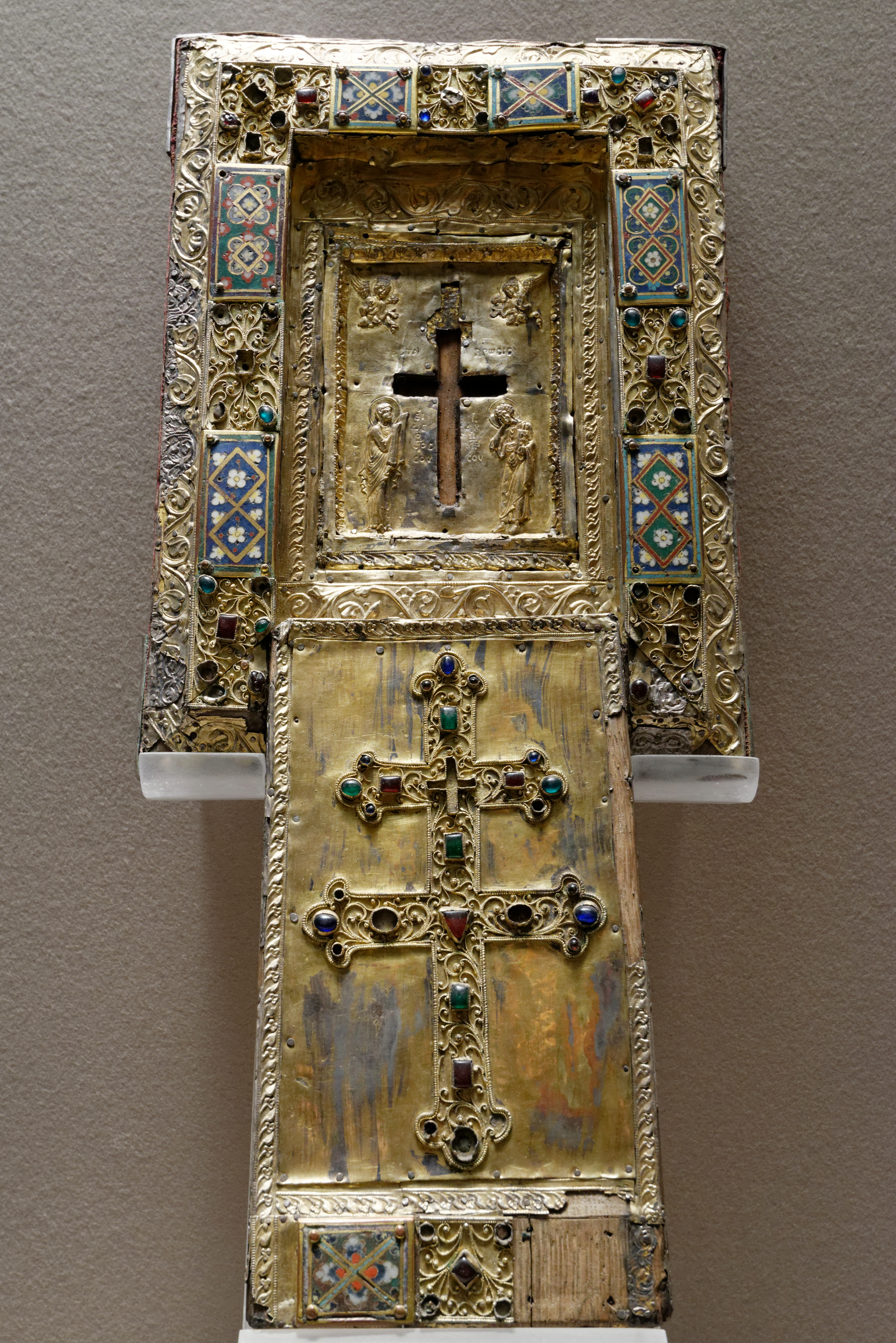
Tableau-reliquaire de la Vraie Croix et couvercle à glissière. Reliquaire de Byzance, XIe siècle, musée du Louvre.

Il est difficile de retracer l'histoire de la Vraie Croix car celle-ci fut découpée en de nombreux morceaux distribués à de nombreux bénéficiaires. Aujourd'hui, les morceaux de la croix du Christ sont très dispersés, et la liste de ces reliques est longue :
- un important fragment, cruciforme, est visible à la cathédrale-primatiale de Nancy. Il fut donné par le pape Clément VIII au premier primat de Lorraine, le cardinal Charles de Lorraine. Sauvée à la Révolution par le chanoine de Malvoisin, cette insigne relique fut rendue à la vénération publique en 1803.
- un fragment est possédé par la confrérie de Sainte-Croix à Bonifacio en Corse ;
- Le reliquaire Anglo-Saxon de la Vraie Croix à la Cathédrale Saints-Michel-et-Gudule de Bruxelles ;
- La Croix du Serment du Trésor de l'Ordre de la Toison d'Or conservée à la Schatzkammer de Vienne ;
- un fragment est possédé à Saint-Sernin de Toulouse, où il se trouve encore aujourd'hui ;
- un fragment se trouve dans la sacristie de l'église Saint Calixte de Pontpierre ;
- un morceau de la Vraie Croix serait miraculeusement arrivé dans un lieu-dit du Morbihan à l'époque des croisades. Une chapelle a été bâtie à cet emplacement puis le village s'est développé pour devenir une commune à part entière qui porte le nom de la relique : La Vraie-Croix ;
- Un morceau de la vraie croix fut offert à la paroisse de Saint-Ideuc aujourd'hui au XXIe siècle, quartier de Saint-Malo en Ille-et-Vilaine par Robert Charles Bertrand Surcouf (1733-1789), seigneur de La Maisonneuve, négociant, armateur[22], avec son épouse Reine Cécile Perrée, dame du Coudray[23], qui fut la marraine du corsaire Robert Surcouf. Cette relique est enchâssée dans une croix de cristal, avec l'authentique attaché à un fil de soie rouge place dans un ostensoire oval d'argent, vu et approuvé par monseigneur comte et évêque de Dol le 21 may 1771 signé et contresigné Carouge[24].
- un autre morceau de la Vraie Croix est conservé en Anjou, dans la chapelle des Incurables de l'hospice de Baugé ;
- un fragment de la Vraie Croix est conservé au sein de l'abbaye Sainte-Croix de la Cossonière, à Saint-Benoît au sud de Poitiers. La relique est conservée dans une magnifique staurothèque ;
- il existe aussi dans la collégiale Sainte-Croix à Liège, quatre fragments disposés en une petite croix en or bordée d'un grènetis et ponctuée de perles, le centre étant occupé par une pierre fine sur un triptyque reliquaire en chêne recouvert de cuivre doré, repoussé, émaillé et ciselé. L'empereur Henri II du Saint-Empire aurait offert en 1006 à la collégiale Sainte-Croix, les reliques de la Vraie Croix reçues du roi de France Robert II dit le Pieux. Jusqu'en 1996, avant qu'il ne soit restauré, le reliquaire du trésor était visible dans le trésor de la cathédrale. Il est actuellement exposé au MARAM (musée d'art religieux et d'art mosan à Liège) où il est conservé par mesure de sécurité mais aussi dans le but d'être présenté à un large public. Cette staurothèque (ou reliquaire de la Vraie Croix) porte au revers une inscription dédicacée au nom de Constantin VII et de son fils Romain II. Constituée d'or, d'argent doré, d'émail cloisonné sur or, de perles et de pierres précieuses, elle fut réalisée au milieu du Xe siècle (entre 945 et 959) et le reliquaire à compartiments, au nom du proèdre Basile le parakoimomène, bâtard de l'empereur byzantin Romain Ier Lécapène, fut exécuté à la fin du Xe siècle (entre 968 et 985). Il fut réalisé dans les ateliers impériaux de Constantinople. Des fragments de la relique sont enchâssés en forme de croix dans la monture orfévrée. Plusieurs logettes portant des inscriptions en grec renferment d’autres objets sacrés comme des fragments de la tunique, du linceul, de la couronne d'épines ou bien encore des clous. Une autre épine est conservée dans la sacristie de l'église Saint-Gurval à Guer (Morbihan) ;
- un morceau de la sainte croix est aussi détenu à la paroisse copte orthodoxe de Sarcelles en région parisienne ;
- un morceau de la Vraie Croix est visible dans un reliquaire en Allemagne à Limbourg-sur-la-Lahn, la staurothèque de Limbourg ;
- Un fragment de la Vraie Croix fut conservé, au moins jusqu'à la révolution à l'abbaye de la Trinité de Vendôme[25];
- un morceau de la Vraie Croix est conservé à l'abbaye de Saint-Guilhem-le-Désert (Hérault). En 804, Guillaume de Gellone fonde l'abbaye de Gellone. Après son décès, le 28 mai 812, celle-ci devient l'abbaye de Saint-Guilhem (Guilhem étant la forme occitane de Guillaume). La relique d'un morceau de la Vraie Croix conservée par l'abbaye attire la dévotion des pèlerins de Saint-Jacques. Cette abbaye se trouve sur le territoire de l'ancien diocèse de Lodève alors que l'abbaye d'Aniane, toute proche, est sur celui de Maguelone ;
- l'abbaye de Wiblingen, en Allemagne, fondée en 1093 par les comtes Hartmann et Otto von Kirchberg, reçut de ceux-ci un morceau de la Vraie Croix qu'ils avaient acquis au cours de leur participation à la première croisade. Pendant la guerre de Trente Ans, l'abbaye a subi des dommages à plusieurs reprises. À l'initiative de l'abbé Johannes Schlegel, le reliquaire de la Vraie Croix a été caché afin de le protéger du pillage des troupes suédoises protestantes. Toutefois, après le retrait des troupes suédoises, la relique n'a pas pu être récupérée, car il n'y avait plus personne en vie qui se souvenait de sa cachette, les témoins de sa dissimulation ayant tous succombé à la peste. Ce n'est que bien des années plus tard, que la relique, emmurée, fut redécouverte ;
- la cathédrale Sainte-Marie de Hildesheim conserve au XVIIIe siècle dans son trésor la Croix de Henri le Lion, une croix-reliquaire des années 1180, supposée contenir une relique de la Vraie Croix ramenée de croisade par Henri le Lion ; elle est exposée au XXIe siècle au musée de la cathédrale de Hildesheim ;
- Santo Toribio de Liébana, dans le Nord de l'Espagne (province de Santander), est à ce jour le principal sanctuaire espagnol de vénération de la Croix ;
- le trésor de la cathédrale Notre-Dame de Reims abrite le Talisman de Charlemagne qui possède un fragment de la Vraie Croix ;
- un fragment se trouve dans le Trésor de la collégiale royale Sainte-Marthe de Tarascon ;
- Un morceau est conservé dans l'église du Saint-Sépulcre ou de Jérusalem à Bruges ;
- Une relique est offerte par Gauthier de Courtrai à la collégiale Saint-Pierre de Lille en 1409. Elle se trouve aujourd'hui à l'église Saint-Étienne.
- La Croix de Ki créée par le patriarche de Moscou Nikon en 1656 pour le Monastère de la Croix d'Onega, dans la baie d'Onega, contient un morceau de la Vraie Croix.
- Caravaca de la Cruz, Espagne[Quoi ?].
- un fragment est conservé dans l'église Sainte-Croix de Parthenay.
- Un fragment est conservé dans la cathédrale Notre Dame de Moulins, ce fragment fut offert par Louis IX à son fils Robert de Clermont en même temps qu'une épine venant de la Sainte Couronne.
- Un morceau de la Vraie Croix se trouve dans la basilique Notre-Dame de l'Épine, en Champagne.
- Un fragment se trouvait à l'étage de la sainte chapelle royal palatine du Vivier en Brie

Nombreuses sont donc les églises qui prétendent posséder des fragments de la Vraie Croix. Une étude du début du XXe siècle établit que le morceau le plus volumineux serait conservé en Grèce dans le monastère du mont Athos. Les autres fragments seraient, par taille décroissante, conservés à Rome, Bruxelles, Venise, Gand et Paris.

## Contestations
La grande diffusion des reliques de la Vraie Croix, ainsi que la minceur de la chaîne de transmission, entraîna un certain nombre de contestations. À la fin du Moyen Âge, le nombre d'églises prétendant posséder un fragment de la Vraie Croix était tel, en Occident comme en Orient, que le doute devint monnaie courante à mesure que la croyance dans les reliques décline. Paulin de Nole rapporte déjà qu'au début du Ve siècle, elle ne diminue point de volume, bien qu'on ne cesse d'en donner des fragments aux visiteurs.
Calvin écrit dans son Traité des reliques que l'ensemble des fragments pourrait aisément remplir un navire. Selon un adage célèbre, « toutes les parcelles vénérées de la Vraie Croix représentent une grande forêt » avec lesquelles « on aurait pu chauffer Rome pendant un an ». Charles Rohault de Fleury, avocat passionné de la cause sacrée des reliques a fait l'inventaire de tous les fragments de la croix de par le monde et des autres reliques de la Passion. Tout ce qu'il a pu recueillir est loin d'égaler le dixième du volume de la Vraie Croix tant les fragments sont modestes, voire minuscules. L'incrédulité à l'égard de la véracité d'une partie ou de tous les morceaux de la Vraie Croix semble donc avoir entraîné une surestimation du nombre de reliques identifiée comme telle et comparée avec ironie à une « forêt ».
Ces critiques, même si elles peuvent paraître exagérées, sont cependant historiquement fondées. Car même si l'ensemble des reliques conservées à ce jour ne représente pas une quantité supérieure à celle d'une croix telle qu'elle aurait pu exister au Ier siècle de notre ère, cela ne signifie pas pour autant qu'elles sont toutes d'authentiques fragments de bois découverts à Jérusalem au début du IVe siècle — et encore moins d'authentiques fragments de la croix ayant réellement servi à la crucifixion. Le hiatus d'environ trois cents ans entre la mort de Jésus et la découverte de la croix par sainte Hélène, ainsi que les quarante ans qui séparent cette « découverte », de l'apparition des reliques dans les églises de Rome, Jérusalem et Constantinople, justifient les doutes émis depuis maintenant cinq siècles, d'abord par les théologiens protestants puis aujourd'hui par une majorité d'historiens.
Des analyses faites au microscope sur les fragments de la vraie Croix conservés à Sainte-Croix-en-Jérusalem à Rome, à la cathédrale de Pise, au Dôme de Florence et à Notre-Dame de Paris ont montré que ces reliques étaient en bois de pin.

## Analyse scientifique
En 2015, l'université d'Oxford met en place une nouvelle unité pour enquêter sur des reliques religieuses, y compris des fragments de la Vraie Croix. Jamais jusqu'à présent une telle analyse n'avait été effectuée.
L'université pratique la première datation par le carbone 14 d'un échantillon provenant de la Vraie Croix se trouvant à Waterford en Irlande. Il apparaît que cet échantillon date de l'an 1100 environ.